# Роміна Оттобоні
Роміна Оттобоні (ісп. Romina Ottoboni; нар. 19 червня 1978) — колишня аргентинська тенісистка.
Найвищу одиночну позицію світового рейтингу — 286 місце досягла 17 серпня 1998, парну — 157 місце — 8 вересня 1997 року.
Здобула 5 одиночних та 14 парних титулів.

## Фінали ITF
| турніри $25,000 |
| турніри $10,000 |

### Одиночний розряд: 7 (5–2)
| Результат | Ранг | Дата            | Турнір                      | Покриття | Суперниця                  | Рахунок       |
| --------- | ---- | --------------- | --------------------------- | -------- | -------------------------- | ------------- |
| Поразка   | 1.   | 7 вересня 1997  | ITF Ліма, Перу              | Ґрунт    | Міріам Д'Агостіні          | 3–6, 0–6      |
| Поразка   | 2.   | 19 квітня 1998  | ITF Галатіна,Італія         | Ґрунт    | Ноелія Серра               | 2–6, 6–4, 2–6 |
| Перемога  | 1.   | 26 квітня 1998  | ITF Барі, Італія            | Ґрунт    | Роса Марія Андрес Родрігес | 2–6, 6–2, 7–5 |
| Перемога  | 2.   | 9 серпня 1998   | ITF Катанія, Італія         | Ґрунт    | Беттіна Фулько             | 6–4, 7–6(2)   |
| Перемога  | 3.   | 5 вересня 1999  | ITF Сан-Хуан, Аргентина     | Ґрунт    | Селесте Контін             | 6–1, 4–6, 6–4 |
| Перемога  | 4.   | 3 вересня 2000  | ITF Буенос-Айрес, Аргентина | Ґрунт    | Маріана Меса               | 7–6(3), 6–2   |
| Поразка   | 3.   | 10 вересня 2000 | ITF Буенос-Айрес            | Ґрунт    | Наталія Гуссоні            | 7–5, 1–6      |
| Перемога  | 5.   | 17 вересня 2000 | ITF Буенос-Айрес            | Ґрунт    | Наталія Гуссоні            | 6–3, 6–0      |

### Парний розряд: 17 (14–3)
| Результат | Ранг | Дата             | Турнір                       | Покриття | Партнерка              | Суперниці                               | Рахунок       |
| --------- | ---- | ---------------- | ---------------------------- | -------- | ---------------------- | --------------------------------------- | ------------- |
| Перемога  | 1.   | 8 вересня 1996   | ITF Сантьяго, Чилі           | Ґрунт    | Селесте Контін         | Рената Бріту Лусіана Масанте            | 6–2, 6–7, 6–3 |
| Перемога  | 2.   | 15 вересня 1996  | ITF Буенос-Айрес, Аргентина  | Ґрунт    | Селесте Контін         | Рената Бріту Марія Еухенія Рохас        | 6–4, 4–6, 7–6 |
| Перемога  | 3.   | 22 вересня 1996  | ITF Асунсьйон, Парагвай      | Ґрунт    | Селесте Контін         | Маріана Фаустінеллі Херальдін Айсенберг | 6–2, 4–6, 6–0 |
| Перемога  | 4.   | 6 жовтня 1996    | ITF Богота, Колумбія         | Ґрунт    | Х'яна Гутьєррес        | Джоанн Мур Карміна Хіральдо             | 1–6, 6–3, 6–1 |
| Перемога  | 5.   | 3 листопада 1996 | ITF Мінас-Жерайс, Бразилія   | Ґрунт    | Селесте Контін         | Мартіна Неєдли Ліліан Сілва             | 4–6, 6–4, 6–2 |
| Поразка   | 1.   | 31 серпня 1997   | ITF Гуаякіль, Еквадор        | Ґрунт    | Маріана Лопес Паласіос | Паула Кабесас Міріам Д'Агостіні         | 1–6, 4–6      |
| Перемога  | 6.   | 7 вересня 1997   | ITF Ліма, Перу               | Ґрунт    | Паула Раседо           | Марія Еухенія Рохас Жаклін Розен        | 6–0, 6–4      |
| Поразка   | 2.   | 5 жовтня 1997    | ITF Буенос-Айрес, Аргентина  | Ґрунт    | Селесте Контін         | Лаура Монтальво Мерседес Пас            | 6–4, 2–6, 4–6 |
| Перемога  | 7.   | 3 травня 1998    | ITF Сан-Северо, Італія       | Ґрунт    | Еуженія Мая            | Х'яна Гутьєррес Вероніка Стеле          | 1–6, 7–5, 7–5 |
| Перемога  | 8.   | 11 травня 1998   | ITF Ле-Туке, Франція         | Ґрунт    | Ваніна Казанова        | Селіма Сфар Елоді Ле Бесконд            | 7–6, 1–0 ret. |
| Поразка   | 3.   | 4 липня 1999     | ITF Мон-де-Марсан, Франція   | Ґрунт    | Х'яна Гутьєррес        | Марія Фернанда Ланда Ева Бес            | 4–6, 4–6      |
| Перемога  | 9.   | 30 серпня 1999   | ITF Сан-Хуан, Аргентина      | Ґрунт    | Еуженія Маїя           | Вірхінія Саді Даніела Олівера           | 6–2, 6–2      |
| Перемога  | 10.  | 23 квітня 2000   | ITF Сан-Луїс-Потосі, Мексика | Ґрунт    | Марія Фернанда Ланда   | Гелен Крук Вікторія Девіс               | 6–4, 7–6(7)   |
| Перемога  | 11.  | 4 вересня 2000   | ITF Буенос-Айрес, Аргентина  | Ґрунт    | Маріана Меса           | Сабріна Валенті Наталія Гуссоні         | 1–6, 6–4, 6–3 |
| Перемога  | 12.  | 7 січня 2001     | ITF Сан-Паулу, Бразилія      | Тверде   | Кларіса Фернандес      | Міріам Д'Агостіні Ванесса Менга         | 6–1, 7–6(6)   |
| Перемога  | 13.  | 1 квітня 2001    | ITF Сантьяго, Чилі           | Ґрунт    | Селесте Контін         | Марсела Еванжеліста Летісія Собрал      | 6–1, 6–3      |
| Перемога  | 14.  | 6 квітня 2002    | ITF Белу-Оризонті, Бразилія  | Тверде   | Селесте Контін         | Ванесса Менга Марія Фернанда Алвеш      | 6–4, 2–6, 7–5 |